# ゴールデンラズベリー賞 最低主演男優賞
ゴールデンラズベリー賞主演男優賞は、ゴールデンラズベリー賞の部門の一つで、その年最低の映画男優に贈られる。
この部門の受賞者でこれまでに授賞式に現れたのは『フレディのワイセツな関係』のトム・グリーンのみである。

## 受賞とノミネート一覧

### 1980年代
- 1980年 ニール・ダイアモンド - 『ジャズ・シンガー』
  - マイケル・ベック - 『ザナドゥ』
  - ロバート・ブレイク - 『コースト・トゥ・コースト 危ないのはお好き!?』
  - マイケル・ケイン - 『殺しのドレス』 / 『アイランド』
  - カーク・ダグラス - 『スペース・サタン』
  - リチャード・ドレイファス - 『コンペティション』
  - アンソニー・ホプキンス - 『LOVEシーズン』
  - ブルース・ジェンナー - 『ミュージック・ミュージック』
  - サム・J・ジョーンズ - 『フラッシュ・ゴードン』

- 1981年 クリントン・スピルスベリー - 『ローン・レンジャー』
  - ゲーリー・コールマン - 『ダービー・キッド』
  - ブルース・ダーン - 『タトゥー 彩られた罠』
  - リチャード・ハリス - 『類猿人ターザン』
  - クリス・クリストファーソン - 『天国の門』 / 『華麗なる陰謀』

- 1982年 ローレンス・オリヴィエ - 『インチョン!』
  - ウィリー・エイムス - 『パラダイス』 / 『超能力学園Z』
  - クリストファー・アトキンズ - 『パイレーツ・ムービー』
  - ルチアーノ・パヴァロッティ - Yes, Giorgio
  - アーノルド・シュワルツェネッガー - 『コナン・ザ・グレート』

- 1983年 クリストファー・アトキンズ - 『ナイト・イン・ヘブン』
  - ロイド・ボックナー - The Lonely Lady
  - ルー・フェリグノ - 『超人ヘラクレス』
  - バーブラ・ストライサンド - 『愛のイエントル』
  - ジョン・トラボルタ - 『ステイン・アライブ』  / 『セカンド・チャンス』

- 1984年 シルヴェスター・スタローン - 『クラブ・ラインストーン/今夜は最高!』
  - ロレンツォ・ラマス - 『ボディ・ロック』
  - ジェリー・ルイス - 『ジェリー・ルイスの双子の鶏フン大騒動』
  - ピーター・オトゥール - 『スーパーガール』
  - バート・レイノルズ - 『キャノンボール2』 / 『シティヒート』

- 1985年 シルヴェスター・スタローン - 『ランボー/怒りの脱出』 / 『ロッキー4/炎の友情』
  - ディヴァイン - 『ラスト・イン・ザ・ダスト』
  - リチャード・ギア - 『キング・ダビデ 愛と闘いの伝説』
  - アル・パチーノ - 『レボリューション/めぐり逢い』
  - ジョン・トラボルタ - 『パーフェクト』

- 1986年 プリンス - 『プリンス/アンダー・ザ・チェリー・ムーン』
  - エミリオ・エステベス - 『地獄のデビルトラック』
  - ジャド・ネルソン - 『ブルー・シティ 非情の街』
  - ショーン・ペン - 『上海サプライズ』
  - シルヴェスター・スタローン - 『コブラ』

- 1987年 ビル・コスビー - 『ビル・コスビーのそれ行けレオナルド』
  - サメのブルース - 『ジョーズ'87 復讐篇』
  - ジャド・ネルソン - From the Hip
  - ライアン・オニール - 『タフガイは踊らない』
  - シルヴェスター・スタローン - 『オーバー・ザ・トップ』

- 1988年 シルヴェスター・スタローン - 『ランボー3/怒りのアフガン』
  - トム・クルーズ - 『カクテル』
  - ボブキャット・ゴールドスウェイト - 『マネーゲームで大逆転 しゃべった!走った!もうかった!』
  - ジャッキー・メイソン - 『ボールズ・ボールズ2 成金ゴルフマッチ』
  - バート・レイノルズ - 『レンタ・コップ』 / 『スイッチング・チャンネル』

- 1989年 ウィリアム・シャトナー - 『スタートレックV 新たなる未知へ』
  - トニー・ダンザ - 『テンプテーション 15才』
  - ラルフ・マッチオ - 『ベスト・キッド3 最後の挑戦』
  - シルヴェスター・スタローン - 『ロックアップ』 / 『デッドフォール』
  - パトリック・スウェイジ - 『パトリック・スウェイジ/復讐は我が胸に』 / 『ロードハウス/孤独の街』

### 1990年代
- 1990年 アンドリュー・ダイス・クレイ - 『フォード・フェアレーンの冒険』
  - プリンス - 『プリンス/グラフィティ・ブリッジ』
  - ミッキー・ローク - 『逃亡者』 / 『蘭の女』
  - ジョージ・C・スコット - 『エクソシスト3』
  - シルヴェスター・スタローン - 『ロッキー5/最後のドラマ』

- 1991年 ケビン・コスナー - 『ロビン・フッド』
  - アンドリュー・ダイス・クレイ - Dice Rules
  - シルヴェスター・スタローン - 『オスカー』
  - ヴァニラ・アイス - 『クール・アズ・アイス』
  - ブルース・ウィリス - 『ハドソン・ホーク』

- 1992年 シルヴェスター・スタローン - 『刑事ジョー ママにお手上げ』
  - ケビン・コスナー - 『ボディガード』
  - マイケル・ダグラス - 『氷の微笑』 / 『嵐の中で輝いて』
  - ジャック・ニコルソン - 『ホッファ』 / 『お気にめすまま』
  - トム・セレック - 『Oh!大迷惑?!』

- 1993年 バート・レイノルズ - 『コップ・アンド・ハーフ』
  - ウィリアム・ボールドウィン - 『硝子の塔』
  - ウィレム・デフォー - 『BODY/ボディ』
  - ロバート・レッドフォード - 『幸福の条件』
  - アーノルド・シュワルツェネッガー - 『ラスト・アクション・ヒーロー』

- 1994年 ケビン・コスナー - 『ワイアット・アープ』
  - マコーレー・カルキン - 『ゲッティング・イーブン』 / 『ページマスター』 / 『リッチー・リッチ』
  - スティーヴン・セガール - 『沈黙の要塞』
  - シルヴェスター・スタローン - 『スペシャリスト』
  - ブルース・ウィリス - 『薔薇の素顔』 / 『ノース 小さな旅人』

- 1995年 ポーリー・ショア - 『陪審員だよ、全員集合!』
  - ケビン・コスナー - 『ウォーターワールド』
  - カイル・マクラクラン - 『ショーガール』
  - キアヌ・リーブス - 『JM』 / 『雲の中で散歩』
  - シルヴェスター・スタローン - 『暗殺者』 / 『ジャッジ・ドレッド』

- 1996年 トム・アーノルド - 『スクール・ウォーズ もうイジメは懲りごり!』 / 『ドタキャン・パパ』 / 『ステューピッド おばかっち地球防衛大作戦』 （引き分け）
- 1996年 ポーリー・ショア - 『バイオドーム』 （引き分け）
  - キアヌ・リーブス - 『チェーン・リアクション』
  - アダム・サンドラー - 『ダーティー・ボーイズ』 / 『俺は飛ばし屋/プロゴルファー・ギル』
  - シルヴェスター・スタローン - 『デイライト』

- 1997年 ケビン・コスナー - 『ポストマン』
  - ヴァル・キルマー - 『セイント』
  - シャキール・オニール - 『スティール』
  - スティーヴン・セガール - 『沈黙の断崖』
  - ジョン・ヴォイト - 『アナコンダ』

- 1998年 ブルース・ウィリス - 『アルマゲドン』 / 『マーキュリー・ライジング』 / 『マーシャル・ロー』
  - レイフ・ファインズ - 『アベンジャーズ』
  - ライアン・オニール - 『アラン・スミシー・フィルム』
  - ライアン・フィリップ - 『54 フィフティ★フォー』
  - アダム・サンドラー - 『ウォーターボーイ』

- 1999年 アダム・サンドラー - 『ビッグ・ダディ』
  - ケビン・コスナー - 『ラブ・オブ・ザ・ゲーム』 / 『メッセージ・イン・ア・ボトル』
  - ケヴィン・クライン - 『ワイルド・ワイルド・ウエスト』
  - アーノルド・シュワルツェネッガー - 『エンド・オブ・デイズ』
  - ロビン・ウィリアムズ - 『アンドリューNDR114』 / 『聖なる嘘つき/その名はジェイコブ』

### 2000年代
- 2000年 ジョン・トラボルタ - 『バトルフィールド・アース』 / 『ラッキー・ナンバー』
  - レオナルド・ディカプリオ - 『ザ・ビーチ』
  - アダム・サンドラー - 『リトル★ニッキー』
  - アーノルド・シュワルツェネッガー - 『シックス・デイ』
  - シルヴェスター・スタローン - 『追撃者』

- 2001年 トム・グリーン - 『フレディのワイセツな関係』
  - ベン・アフレック - 『パール・ハーバー』
  - ケビン・コスナー - 『スコーピオン』
  - キアヌ・リーブス - 『陽だまりのグラウンド』 / 『スウィート・ノベンバー』
  - ジョン・トラボルタ - 『ドメスティック・フィアー』 / 『ソードフィッシュ』

- 2002年 ロベルト・ベニーニ（英語吹替のブレッキン・メイヤーとの同時受賞） - 『ピノッキオ』
  - アドリアーノ・ジャンニーニ - 『スウェプト・アウェイ』
  - エディ・マーフィ - 『プルート・ナッシュ』 / 『アイ・スパイ』 / 『ショウタイム』
  - アダム・サンドラー - Eight Crazy Nights / 『Mr.ディーズ』
  - スティーヴン・セガール - 『奪還 DAKKAN -アルカトラズ-』

- 2003年 ベン・アフレック - 『デアデビル』 / 『ジーリ』 / 『ペイチェック 消された記憶』
  - キューバ・グッディング・ジュニア - 『バナナ★トリップ』 / 『ファイティング・テンプテーションズ』 / 『僕はラジオ』
  - ジャスティン・グアリーニ - 『アメリカン・スター』
  - アシュトン・カッチャー - 『12人のパパ』 / 『ジャスト・マリッジ』 / My Boss's Daughter
  - マイク・マイヤーズ - 『ハットしてキャット』

- 2004年 ジョージ・W・ブッシュ - 『華氏911』
  - ベン・アフレック - 『世界で一番パパが好き!』 / 『恋のクリスマス大作戦』
  - ヴィン・ディーゼル - 『リディック』
  - コリン・ファレル - 『アレキサンダー』
  - ベン・スティラー - 『ポリーmy love』 / 『俺たちニュースキャスター』 / 『ドッジボール』 / 『隣のリッチマン』 / 『スタスキー&ハッチ』

- 2005年 ロブ・シュナイダー - Deuce Bigalow: European Gigolo
  - トム・クルーズ - 『宇宙戦争』
  - ウィル・フェレル - 『奥さまは魔女』 / 『ペナルティ・パパ』
  - ドウェイン・ジョンソン - 『DOOM』
  - ジェイミー・ケネディ - 『マスク2』

- 2006年 マーロン・ウェイアンズ、ショーン・ウェイアンズ - 『最凶赤ちゃん計画』
  - ティム・アレン - 『ウォルト・ディズニーのサンタクローズ3/クリスマス大決戦!』 / 『シャギー・ドッグ』 / 『キャプテン・ズーム』
  - ニコラス・ケイジ - 『ウィッカーマン』
  - ラリー・ザ・ケーブル・ガイ  - Larry the Cable Guy: Health Inspector
  - ロブ・シュナイダー - 『がんばれ!ベンチウォーマーズ』 / 『最凶赤ちゃん計画』

- 2007年 エディ・マーフィ - 『マッド・ファット・ワイフ』
  - ニコラス・ケイジ - 『ゴーストライダー』 / 『ナショナル・トレジャー リンカーン暗殺者の日記』 / 『NEXT -ネクスト-』
  - ジム・キャリー - 『ナンバー23』
  - キューバ・グッディング・ジュニア - 『チャーリーと18人のキッズ in ブートキャンプ』 / 『マッド・ファット・ワイフ』
  - アダム・サンドラー - 『チャックとラリー おかしな偽装結婚!?』

- 2008年 マイク・マイヤーズ - 『愛の伝道師 ラブ・グル』
  - ラリー・ザ・ケーブル・ガイ - Witless Protection
  - エディ・マーフィ - 『デイブは宇宙船』
  - アル・パチーノ - 『88ミニッツ』 / 『ボーダー』
  - マーク・ウォールバーグ - 『ハプニング』 / 『マックス・ペイン』

- 2009年 ジョナス・ブラザーズ - 『ジョナス・ブラザーズ ザ・コンサート 3D』
  - ウィル・フェレル - 『マーシャル博士の恐竜ランド』
  - スティーヴ・マーティン - 『ピンクパンサー2』
  - エディ・マーフィ - 『エディ・マーフィの劇的1週間』
  - ジョン・トラボルタ - 『オールド・ドッグ』

### 2010年代
- 2010年 アシュトン・カッチャー - 『キス&キル』 / 『バレンタインデー』
  - ジャック・ブラック - 『ガリバー旅行記』
  - ジェラルド・バトラー - 『バウンティー・ハンター』
  - テイラー・ロートナー - 『エクリプス/トワイライト・サーガ』 / 『バレンタインデー』
  - ロバート・パティンソン - 『リメンバー・ミー』 / 『バレンタインデー』

- 2011年 アダム・サンドラー - 『ジャックとジル』、『ウソツキは結婚のはじまり』
  - ラッセル・ブランド - 『ミスター・アーサー』
  - ニコラス・ケイジ - 『ドライブ・アングリー3D』、『デビルクエスト』、『ブレイクアウト』
  - テイラー・ロートナー - 『ミッシング ID』、『トワイライト・サーガ/ブレイキング・ドーン Part1』
  - ニック・スウォードソン - 『ポルノ☆スターへの道』

- 2012年 アダム・サンドラー - 『俺のムスコ』
  - ニコラス・ケイジ - 『ゴーストライダー2』、『ハングリー・ラビット』
  - エディ・マーフィ - 『ジャックはしゃべれま1,000』
  - ロバート・パティンソン - 『トワイライト・サーガ/ブレイキング・ドーン Part2』
  - タイラー・ペリー - 『バーニング・クロス』、Good Deeds

- 2013年[1] ジェイデン・スミス - 『アフター・アース』
  - ジョニー・デップ - 『ローン・レンジャー』
  - アシュトン・カッチャー - 『スティーブ・ジョブズ』
  - アダム・サンドラー - 『アダルトボーイズ遊遊白書』
  - シルヴェスター・スタローン - 『バレット』、『大脱出』、『リベンジ・マッチ』

- 2014年 キャメロン・ディアス - 『SEXテープ』、『ダメ男に復讐する方法』
  - ニコラス・ケイジ - 『レフト・ビハインド』
  - ケラン・ラッツ - 『ザ・ヘラクレス』
  - セス・マクファーレン - 『荒野はつらいよ 〜アリゾナより愛をこめて〜』
  - アダム・サンドラー - 『子連れじゃダメかしら?』

- 2015年 ジェイミー・ドーナン - 『フィフティ・シェイズ・オブ・グレイ』
  - ジョニー・デップ - 『チャーリー・モルデカイ 華麗なる名画の秘密』
  - アダム・サンドラー - 『靴職人と魔法のミシン』、『ピクセル』
  - チャニング・テイタム - 『ジュピター』
  - ケヴィン・ジェームズ - 『モール・コップ ラスベガスも俺が守る』

- 2016年 Dinesh D'Souza - 『ヒラリーのアメリカ、民主党の秘密の歴史』
  - ベン・アフレック - 『バットマン vs スーパーマン ジャスティスの誕生』
  - ジェラルド・バトラー - 『キング・オブ・エジプト』、『エンド・オブ・キングダム』
  - ヘンリー・カヴィル - 『バットマン vs スーパーマン ジャスティスの誕生』
  - ロバート・デ・ニーロ - 『ダーティ・グランパ』
  - ベン・スティラー - 『ズーランダー NO.2』

## 統計
| 俳優名                           | 候補数 | 受賞数 |
| -------------------------------- | ------ | ------ |
| シルヴェスター・スタローン       | 14     | 4      |
| アダム・サンドラー               | 9      | 3      |
| ケビン・コスナー                 | 7      | 3      |
| エディ・マーフィ                 | 5      | 1      |
| ニコラス・ケイジ                 | 4      | 0      |
| アーノルド・シュワルツェネッガー | 4      | 0      |
| ベン・アフレック                 | 3      | 1      |
| ブルース・ウィリス               | 3      | 1      |
| アシュトン・カッチャー           | 3      | 1      |
| ジョン・トラボルタ               | 3      | 1      |
| スティーヴン・セガール           | 3      | 0      |
| キアヌ・リーブス                 | 3      | 0      |
| ポーリー・ショア                 | 2      | 2      |
| ロブ・シュナイダー               | 2      | 1      |
| プリンス                         | 2      | 1      |
| マイク・マイヤーズ               | 2      | 1      |
| ライアン・オニール               | 2      | 0      |
| トム・クルーズ                   | 2      | 0      |
| キューバ・グッディング・ジュニア | 2      | 0      |
| ラリー・ザ・ケーブル・ガイ       | 2      | 0      |
| ロバート・パティンソン           | 2      | 0      |
| ウィル・フェレル                 | 2      | 0      |
| テイラー・ロートナー             | 2      | 0      |